# Майк Паттон
Майк Паттон (англ. Mike Patton) — американський рок-співак, учасник гуртів Faith No More, Mr. Bungle та інших.

## Життєпис
Майк Паттон народився 27 січня 1968 року у місті Юрика, Каліфорнія. Він почав співати у підлітковому віці, заснувавши зі шкільними товаришами гурт Mr. Bungle. 1988 року його помітили учасники колективу Faith No More та запросили доєднатися до них, як заміна тодішньому вокалістові Чаку Мозлі. Врешті решт Паттон погодився співати у Faith No More за умови, що він не залишатиме Mr. Bungle.
Починаючи з кінця 1980-х років Faith No More із Майком Паттоном у складі видали декілька успішних альбомів, як то The Real Thing (1989), Angel Dust (1992), King for a Day… Fool for a Lifetime (1995) та Album of the Year (1997), виконуючи альтернативний рок та реп-метал, та отримавши всесвітню популярність завдяки хітам «Epic» або «Angel Dust». Це дозволило оригінальному гуртові Паттона Mr. Bungle підписати контракт із лейблом Warner Bros., та видати альбоми Mr. Bungle (1991) та Disco Volante (1995). Окрім цього, Паттон співпрацював з багатьма іншими виконавцями, серед яких джазовий саксофоніст Джон Зорн, треш-гурт Sepultura, струнний квартет Kronos Quartet та хіп-хоповий гурт Boo-Yaa T.R.I.B.E., а також видав два сольні альбоми на лейблі Зорна Tzadik. Майк Паттон здобув репутацію артиста, який здатен співати на різні голоси, поєднуючи крунінг, реп або навіть спів з розщепленням, та виступати в різних жанрах — від хеві-металу та гардкор-панку до ритм-енд-блюзу та авангардної музики.
Після розпаду Faith No More 1998 року Майк Паттон заснував власний лейбл Ipecac Recordings, на якому виходили альбоми його нового супергурту Fantômas за участі музикантів Slayer, Melvins та Mr. Bungle. Він також продовжував виступи із Mr. Bungle, та брав участь в проєктах Tomahawk, Lovage, співпрацював із рок-гуртом The Dillinger Escape Plan та норвезьким музикантом Kaada. Окрім музики, Паттон озвучував відеоігри та писав саундтреки до кінофільмів. У 2010-ті роки Паттон продовжував брати участь у Fantomas, співпрацював із Kaada, репером Doseone та французьким композитором Жан-Клодом Ванньє, заснував супергурт Dead Cross та видав перший з 1997 року альбом Faith No More Sol Invictus.